# Повстання в Каґа
Повстання в Каґа (яп. 加賀一向一揆, かがいっこういっき, каґа ікко-іккі) — повстання монахів, селян і самураїв буддистської секти Дзьодо-сінсю у Японії, що спалахнуло у 1488 році у провінції Каґа. В результаті повстання була створена самоврядна «народна держава», що проіснувала понад 90 років.

## Короткі відомості
На середину 1470-х років Японія переживала час міжусобиць, спровокованих смутою Онін. Японська центральна влада була паралізована, а в регіонах точилися безперервні війни. У цей час патріарх Ренньо, голова монастиря Хонґандзі і буддистської секти Дзьодо-сінсю, який виводив свій родовід від японського мислителя Сінрана, намагався зменшити страждання населення активно проповідуючи своє вчення. Протягом 1471 — 1475 років він перебував у містечку Йосідзакі, яке зробив центром своєї місійної діяльності у Північній Японії. Попри те, що Ренньо не мав офіційного дозволу на проповідування, йому вдалося підпорядкувати собі розрізненні амідаїстські секти регіону, особливо в провінції Каґа. У 1473 році військовий губернатор цієї провінції Тоґасі Масатіка поставив умови Ренньо, що надасть офіційний дозвіл на місійну діяльність, якщо сектанти нададуть підтримку йому підтримку в боротьбі з молодшим братом Тоґасі Котійо. У 1474 році послідовники Дзьодо-сінсю допомогли губернатору знищити брата, але сам губернатор обіцянки не дотримав і у 1475 році він розпочав репресії проти сектантів. Через це вони підняли повстання у 1488 році, захопили ворожу цитадель Тако, змусивши губернатора вчинити ритуальне самогубство, і постановили новим губернатором Тоґасі Ясутаку. Останній втік у 1493 році і провінція Каґа перейшла під прямий контроль Дзьодо-сінсю.
«Народна держава», що утворилася в Каґа, керувалася намісниками з Хонґандзі. Їм підпорядкувалися світські васали, так звані «повітові» управителі, які здійснювали владу на місцях, та військові загони, сформовані з заможних самураїв і селян. У 1546 році центром повстанської Каґи став монастир у місті Канадзава, відділення Хонґандзі.
Під впливом перемоги повсталих сектантів у провінції Каґа подібні релігійні виступи послідовників Дзьодо-сінсю відбулися у 1506, 1521 — 1523 роках у столичному регіоні Кінай, а також регіоні Хокуріку: провінціях Етідзен, Еттю та Ното. Проте вони всі закінчилися поразкою повсталих. У 1555 і 1564 роках сектанти намагалися розширити кордони своєї «держави», воюючи із самурайським родом Асакура, а у 1570-х роках з родами Уесуґі та Ода, проте безуспішно.
Повстання в Каґа було придушене у 1580 році взяттям монастиря у Канадзаві військами Оди Нобунаґи.